# Giuseppe Renato Imperiali

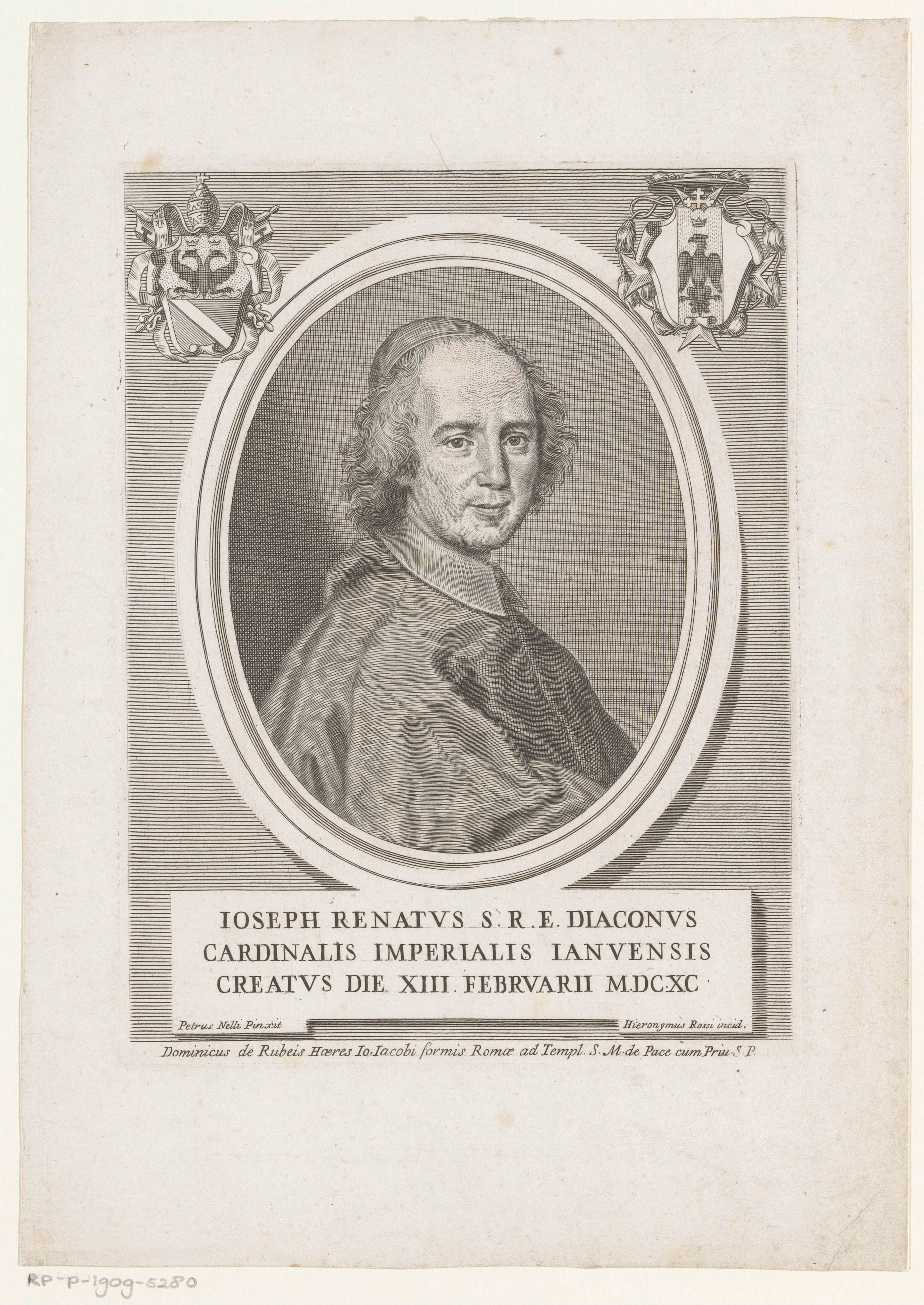
Giuseppe Renato Imperiali

Giuseppe Renato Imperiali (* 29. April 1651; † 15. Januar 1737 in Rom) war ein italienischer Geistlicher und Kardinal der römisch-katholischen Kirche.

## Leben

### Frühe Jahre
Imperiali wurde als Sohn einer ursprünglich genuesischen Adelsfamilie geboren, als wahrscheinliche Geburtsorte werden Francavilla Fontana und Oria angegeben. 1662 entsandte ihn seine Familie nach Rom, wo er von seinem Onkel, Kardinal Lorenzo Imperiali, auf eine kirchliche Karriere vorbereitet wurde. Im November 1672 wurde er Referent an der Apostolischen Signatur. Nachdem er 1684 Kleriker an der Apostolischen Kammer geworden war, ernannte ihn Papst Innozenz XI. 1688 zum päpstlichen Generalschatzmeister, womit Imperiali an die Spitze der kirchlichen Finanzverwaltung aufstieg.
Papst Alexander VIII. nahm ihn im Konsistorium vom 13. Februar 1690 als Kardinaldiakon von San Giorgio in Velabro ins Kardinalskollegium auf und entsandte ihn als Legaten nach Ferrara. Dort nutzte er seine Erfahrung als Schatzmeister und optimierte die öffentliche Wirtschafts- und Finanzverwaltung. 1691 nahm er am Konklave teil, das Innozenz XII. zum Papst wählte. In Ferrara geriet Kardinal Imperiali mit den mächtigen Familien der Stadt aneinander, die durch seine Politik ihre Privilegien gefährdet sahen. 1695 initiierte Luigi Bentivoglio eine militärische Aktion gegen ihn.

### Wichtiger Politiker im Kirchenstaat
Innozenz XII. berief Imperiali deshalb 1697 nach Rom zurück. Beim Konklave des Jahres 1700 zählte der Kardinal zu den Anführern der Fraktion, die Giovanni Francesco Albani als Clemens XI. auf den Papststuhl verhalf. Imperiali, der in den ersten Jahren des Pontifikates starken Einfluss auf Clemens XI. hatte, wurde von diesem am 4. Mai 1701 zum Präfekten der Congregazione del Buon Governo ernannt, was er bis 1736 blieb. Im selben Jahr organisierte er die Verabschiedung einer neuen Gesetzgebung über die Finanzverwaltung der Gemeinden im Kirchenstaat. Kardinal Imperiali war sehr aktiv in der weltlichen Politik der Päpste, an religiösen Themen hingegen zeigte er kaum öffentliches Interesse. Auch als Kunstsammler machte er sich in dieser Zeit einen Namen, er galt als Unterstützer des moderaten Klassizismus. 1708 verweigerte er Clemens XI. die Unterstützung bei der Zusammenstellung einer päpstlichen Armee, um im Spanischen Erbfolgekrieg kaiserliche Truppen abzuwehren. Am 15. Januar 1709 musste der Papst daher einen Waffenstillstand unterzeichnen. Kardinal Imperiali reagierte darauf mit einer Konsolidierung des Haushaltes, womit er in der Gunst Clemens’ XI. stieg. Dieser entsandte ihn 1711 nach Mailand, um dort den neuen Kaiser Karl VI. zu empfangen.

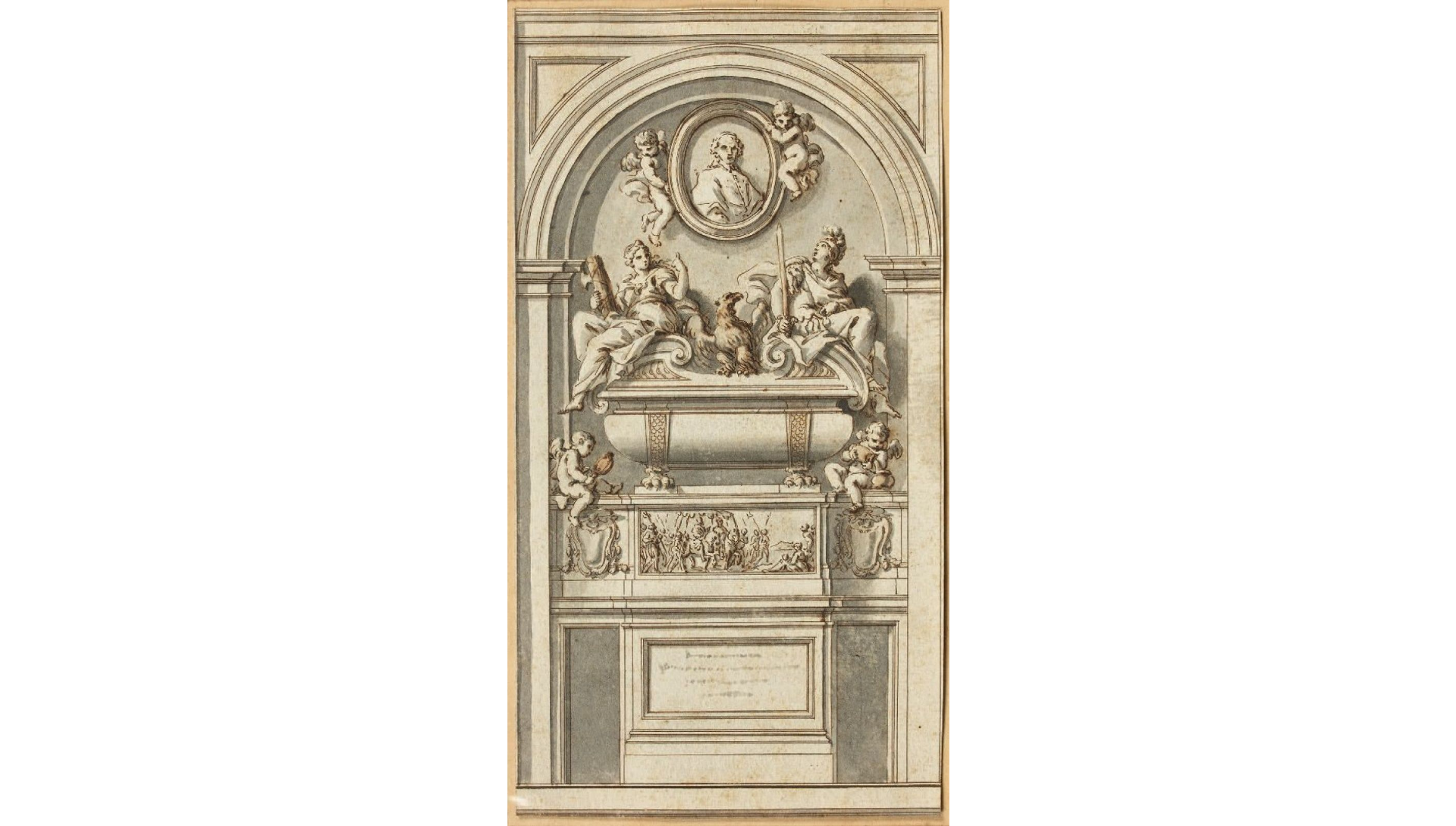
Grabmal des Kardinals Imperiali in Rom

1720 wurde er in die Republik Genua entsandt, um dort in päpstlichem Auftrag den Haftbefehl für Kardinal Giulio Alberoni zu erwirken, der zuvor die Verschwörung von Cellamare mitorganisiert hatte. Die Mission scheiterte jedoch, da die Republik Genua Alberoni nicht auslieferte. Trotz der Rivalität zu ihm forcierte Kardinal Imperiali 1723 die Begnadigung Giulio Alberonis. Unter Benedikt XIII. war er einer der Anführer der Opposition gegen den Papst und insbesondere gegen dessen Vertrauten Niccolò Coscia. 1725 hatte sich Imperiali gegen Coscias Aufnahme ins Kardinalskollegium ausgesprochen. 1727 wurde er Kardinalpriester von San Lorenzo in Lucina und Kardinalprotopriester. Nach dem Tod Benedikts XIII. galt Imperiali trotz seiner bald 79 Lebensjahre als Papabile und stand kurz vor der Wahl zum neuen Papst, ehe Kardinal Cornelio Bentivoglio das Veto Philipps V. von Spanien dagegen präsentierte. Der schließlich gewählte Clemens XII. beauftragte ihn 1732 mit der Errichtung des Freihafens von Ancona. Giuseppe Renato Imperiali starb 1737 und wurde in der Kirche Sant’Agostino in Campo Marzio beigesetzt.
Er war Onkel der Kardinäle Giuseppe Spinelli und Cosimo Imperiali.